# Ворон в геральдике
Во́рон (лат. corvus orax; нем. Rabe; шв. korp) — естественная негеральдическая гербовая фигура.
Согласно Александру Лакиеру, в геральдике ворон является символом предусмотрительности и долголетия.

## История
Эмблематическое изображение ворона разработано в германской геральдике, где эта фигура применяется в нескольких видах.
Благодаря распространению в европейских языках фамилий зоономического происхождения, говорящие гербы с вороном встречаются очень часто.

## Блазонирование
Ворон изображается всегда чёрным, включая вооружение, то есть клюв, язык, когти, как птица с сильным, крупным и лишь слегка согнутым клювом и с непропорционально большими лапами и когтями.
В качестве гербовой фигуры ворон может быть изображен стоящим, готовым к бою, спорящим, готовым к взлету, а также держащим в клюве кольцо, что блазонируется как «ручной ворон» или «вороватый ворон», поскольку отражает склонность этой птицы в прирученном виде глотать или прятать блестящие металлические предметы. Стоящий ворон изображается в профиль с закрытым клювом, с тремя перьями в крыле и хвосте. Стоящий или готовый к бою ворон — с раскрытым клювом, с языком и поднятой правой ногой. Ворон, готовый к взлету, изображается на геральдической горе в три четверти, с приподнятыми крыльями и раскрытым клювом.
В русской геральдике ворон изображается крайне редко, в повороте корпуса влево и с головой, повернутой в противоположную сторону — так называемый «обернувшийся ворон».
В описании гербов очень часто встречается "чёрная птица", которую однако трудно идентифицировать именно, как ворон, поскольку это её единственный принятый в геральдике цвет. Но ворон — не единственная "чёрная птица", удостоившаяся чести украшать гербы и изображаются чёрным цветом:
- Ворона — символ долголетия и согласия в браке.
- Галка — часто появляется в гербах Корнуэллса и Ирландии.
- Сорока — геральдический символ красноречия и воровки.
- Дрозд — весьма древнего происхождения в Англии, нередко появляется в гербах четвёртых сыновей, в геральдическом случае используется не в своём естественном виде, а в стилизованной форме, где от дрозда осталось лишь название "мерлетта" без ног и клюва, особенно часто встречается в норманно-британском ареале.

Причины таких искажений много обсуждалось в геральдических кругах и объяснялось по разному: их появление связывали с сообщениями о раненых во время войны против "неверных", об убитых врагах, но иногда и с предположениями о банальном недосмотре составителей гербов.

## Использование в гербах
Среди польских дворянских гербов распространён герб «Слеповрон», носителями которого являются более 200 родов, наиболее известные подвиды этого герба — это: «Деспот» и «Корвин». Среди русских дворянских родов известны такие как: Вороновы, Каменевы, Вороневичи, Бутурлины, Неклюдовы и другие. Также ворон изображён на других гербах европейских дворянских родов: франконских Шварценбергов, венгерских Корвинов. Подобный герб изображается на некоторых географических объектах: городов, областей и тому подобного. Эмблема ворона присутствовала в гербе королевства Галиции и Лодомерии (в составе Австро-Венгрии до 1918 года).

## Примеры

Вороватый ворон в родовых гербах
Шляхетский герб Слеповрон
Шляхетский герб Корвин
Вороны на гербе рода Хуньяди (также известны как Корвины)
Второй вариант

В государственных гербах
Грайворон (Россия)
Айнзидельн (Швейцария)
Сен-Поль-ле-Дакс (Франция)
Обербергкирхен
Королевство Галиции и Лодомерии
Равенстейн в общине Осс (Нидерланды)
Герб Эренхаузен (Австрия)